# 奉新县
奉新县在江西省西北部，为宜春市下辖的一个县、奉新縣境東連安義縣、南接高安市、西南毗宜豐縣、西北鄰修水縣，北靠靖安縣，潦河水流貫境內。

## 历史沿革
奉新县春秋时属吴国，战国时属楚国，秦属九江郡，汉初属豫章郡。
汉景帝三年（公元前154年）置海昏县。
汉和帝永元十六年（公元104年）分海昏置建昌县。
汉灵帝中平二年（公元185年）分海昏、建昌两地，设置新吴县，县治在今会埠故县，属豫章郡。
唐中宗神龙二年（公元706年）县衙由故县迁至冯川。
南唐保大元年（公元973年）杨吴把帝位让于南唐，南唐嫌“吴”字，遂改新吴为奉新。
1949年7月8日，中共占领解放。
1958年前属南昌专区管辖。
1959年1月始划归宜春地区管辖。
2000年8月宜春撤地设市，仍辖奉新县。
　　

## 地理
位于修水支流潦水上游；境内以山地为主。县境三面环山，地势西高东低，西部中低山地、中部多丘陵、东部低丘河谷平原，属典型的丘陵山区地形地貌。
最高峰五梅山（海拔1516.3米），最低点宋埠中堡（海拔27米），均匀海拔300米。潦河水流贯境内西东。
属中亚热带潮湿天气，年均匀气温为17.3℃，年均匀降雨量为1612毫米，年相对湿度均匀为79%，无霜期年均匀为260天左右，年日照时数达1803小时。
国家商品粮、毛竹林基地，省猕猴桃开发基地。矿藏有花岗石、瓷土、萤石、钾长石等。举铜、干大、寺棠、万修等公途经境。

## 行政区划
奉新县下辖10个镇、3个乡：
冯川镇、赤岸镇、赤田镇、宋埠镇、干洲镇、澡下镇、会埠镇、罗市镇、上富镇、甘坊镇、仰山乡、澡溪乡、柳溪乡、奉新县工业园区、石溪街道、百丈山名胜风景区、干洲垦殖场、东风垦殖场和农牧渔良种场。

## 人口
根據第七次人口普查數據，截至2020年11月1日零時，奉新縣常住人口為268617人。

## 交通
226省道、 232省道、 313省道、 314省道， 昌铜高速公路， 354国道。

## 经济
以农业为主，有一个江西省十大开发区之一的冯田经济开发区，目前正在建设另一个黄溪开发区，努力使奉新经济朝省内二十强努力，纺织，化工，制药原料，碳素材料产值占大头。

## 文化教育
县内高中有奉新一中,奉新冶城职业学校和奉新四中，初中包括奉新二中、奉新六中和阳光中学。

## 风景名胜
- 宋应星纪念馆
- 奉新森林公园
- 百丈山
- 越山
- 浮云八百洞
- 四方牌楼
- 青云塔
- 百丈寺
- 九仙汤温泉
- 萝卜潭瀑布
- 江南国际体育健身中心
- 天工开物园
- 余城
- 大成殿
- 故县古县城
- 岳纳堂
- 张勋庄园
- 万年宫牌坊
- 八百洞天